# Học viện Công nghiệp Sơn Đông
Học viện Công nghiệp Sơn Đông (tiếng Trung: 山東工業職業學院 <山东工业职业学院> (Sơn Đông công nghiệp chức nghiệp học viện)/ shān dōng gōng yè zhí yè xué yuàn), tên viết tắt trong tiếng Hoa là ShanGongYuan (tiếng Trung: 山工院; bính âm: shāngōngyuàn) là một trường đại học tại tỉnh Sơn Đông, Trung Quốc. Trường được thành lập năm 1959

## Lịch sử
Tháng 7 năm 1959, Trường Công nghiệp kim loại màu Trương Điếm được thành lập trực thuộc Bộ Công nghiệp luyện kim.
Vào tháng 8 năm 1977, trường đổi tên thành Trường Kim loại màu Sơn Đông.
Tháng 12 năm 1980, trường đổi tên thành Trường Công nghiệp luyện kim Sơn Đông.
Năm 1993, trường được chính quyền nhân dân tỉnh Sơn Đông đặt tên là trường trung học cơ sở cấp tỉnh.
Tháng 3 năm 1999, trường được đổi tên thành Trường Công nghiệp tỉnh Sơn Đông.
Tháng 5 năm 2000, Bộ Giáo dục đã được đặt tên là một loạt các Trường đại học kỹ thuật quan trọng hàng đầu.
Năm 2002, Đại học Công nhân luyện kim Sơn Đông chuyển từ Tế Nam đến Truy Bác.
Vào tháng 5 năm 2003, mạng lưới tăng dần cơ bản của Trường Công nghiệp tỉnh Sơn Đông và Cao đẳng Công nhân Luyện kim Sơn Đông được thành lập là Trường Cao đẳng Nghề Công nghiệp Sơn Đông.
Ngày 14 tháng 5 năm 2003, Chính quyền nhân dân tỉnh Sơn Đông đã ban hành văn bản số 185 (2003).
Chính thức được chấp thuận để thành lập trường Cao đẳng nghề công nghiệp Sơn Đông dựa trên trường công nghiệp tỉnh Sơn Đông và Trường Cao đẳng Công nhân luyện kim Sơn Đông. 
Trong cùng năm đó, Sơn Đông thành lập thêm Trường Luyện kim.
Năm 2004, Viện nghiên cứu của Trường Cao đẳng nghề Công nghiệp Sơn Đông được thành lập một cách độc lập và một Ban chỉ đạo việc làm được thành lập.
Trong năm 2009, trường đã giành được "Đơn vị tiên tiến quốc gia trong ngành giáo dục nghề cao đẳng luyện kim", "Trường cao đẳng thứ sáu về hợp tác trường học và doanh nghiệp ở Trung Quốc" và "Giải thưởng đóng góp xuất sắc của Trung Quốc cho giáo dục dạy nghề luyện kim".
Vào tháng 9 năm 2010, trang web đào tạo nhân sự duy nhất của Tập đoàn sắt và thép Sơn Đông được liệt kê là Kỹ sư Sơn Đông. 
Trường Cao đẳng nghề được xác định là một trong những cơ sở đào tạo nhân lực gia công phần mềm đứng  thứ hai ở tỉnh Sơn Đông.
Vào tháng 7 năm 2011, Ban tổ chức 100 doanh nghiệp hàng đầu của Trung Quốc trong Giáo dục doanh nghiệp đã trao danh hiệu danh dự của Cơ sở trình diễn đào tạo doanh nghiệp Trung Quốc lần thứ 7.
Vào năm 2012, Trường Cao đẳng nghề Công nghiệp Sơn Đông và Tập đoàn Thép Sơn Đông cùng nhau thành lập công ty "Công nghệ Sản xuất Thép sạch". Vào tháng 7, trường được xác định là “chuyên môn về công nghệ kỹ thuật hóa học ứng dụng tại tỉnh Sơn Đông”. Lễ trao giải Trung Quốc Dạy nghề và Hiệp hội Nghiên cứu Giáo dục kỹ thuật, tổ chức tại Bắc Kinh là người đầu tiên "hợp tác trường-doanh nghiệp tổ chức tiên tiến", trường được đặt tên là "Đơn vị tiên tiến hợp tác trường doanh nghiệp." quốc gia Vào tháng 11, trường đã được chọn thành công là lô đầu tiên của các đơn vị thi công dự án cho Dự án Trường học tỉnh Sơn Đông.